# Loverboy (Mariah Carey)
Loverboy è una canzone scritta dalla cantautrice statunitense Mariah Carey, realizzata intorno ad un campionamento scritto da Larry Blackmon e Thomas Jenkins, e prodotta dalla Carey e da Clark Kent per il decimo album della Carey Glitter del 2001.
La canzone è scritta su un campionamento di Candy del gruppo musicale Cameo, che sono accreditati come featuring nel brano.
Loverboy è stata pubblicata come primo singolo estratto da Glitter nell'estate del 2001, ed è stato l'ultimo singolo della Carey ad entrare nella top 40 della Billboard Hot 100 fino all'uscita di The Emancipation of Mimi del 2005 (ad esclusione del duetto con Busta Rhymes I Know what you want).
Il relativo videoclip del brano è stato diretto da David LaChapelle.

## Polemiche
Originariamente il brano doveva avere come base un sample tratto da Firecracker della Yellow Magic Orchestra (1978), tuttavia un mese dopo lo stesso campione venne richiesto da Irv Gotti per produrre il brano I'm Real di Jennifer Lopez. Secondo gli editori della YMO, la Carey aveva già avuto in precedenza la licenza per il campionamento, ma l'ex-marito e produttore Tommy Mottola era venuto a conoscenza di alcuni dettagli sulla produzione della colonna sonora di Glitter e per questo aveva indirizzato il sample a Gotti, dandogli anche dei consigli su come realizzare il brano per la Lopez. Ne scaturì uno scandalo, durante il quale Mariah Carey non fu più in grado di utilizzare Firecracker ma dovette ricorrere ad un nuovo sample, appunto Candy dei Cameo.

## Tracce
- U.S. CD single (cassette single/7" single)

1. "Loverboy" (album version) (feat. Cameo)
2. "Loverboy" (remix) (feat. Da Brat, Ludacris, Shawmna & Twenty II)

- U.S. CD maxi single

1. "Loverboy" (album version) (feat. Cameo)
2. "Loverboy" (remix) (feat. Da Brat, Ludacris, Shawmna & Twenty II)
3. "Loverboy" (MJ Cole remix)
4. "Loverboy" (MJ Cole instrumental)
5. "Loverboy" (MJ Cole London dub mix)
6. "Loverboy" (Club of Love remix)
7. "Loverboy" (Dub Love remix)
8. "Loverboy" (Drums of Love)

## Classifiche
| Classifica (2001)                               | Posizione più alta |
| ----------------------------------------------- | ------------------ |
| U.S. Billboard Hot 100                          | 2                  |
| U.S. Billboard Hot R&B/Hip-Hop Singles & Tracks | 1                  |
| U.S. Billboard Hot Dance Music/Club Play        | 45                 |
| U.S. Billboard Top 40 Tracks                    | 40                 |
| U.S. Billboard Mainstream Top 40                | 37                 |
| U.S. Billboard Rhythmic Top 40                  | 21                 |
| U.S. ARC Weekly Top 40                          | 21                 |
| Australia                                       | 7                  |
| Belgio                                          | 49                 |
| Brasile                                         | 38                 |
| Canada                                          | 3                  |
| Francia                                         | 54                 |
| Germania                                        | 57                 |
| Italia                                          | 13                 |
| Giappone                                        | 52                 |
| Paesi Bassi                                     | 34                 |
| Svezia                                          | 44                 |
| Svizzera                                        | 66                 |
| Regno Unito                                     | 12                 |